# 4 oktober-demonstrationerna

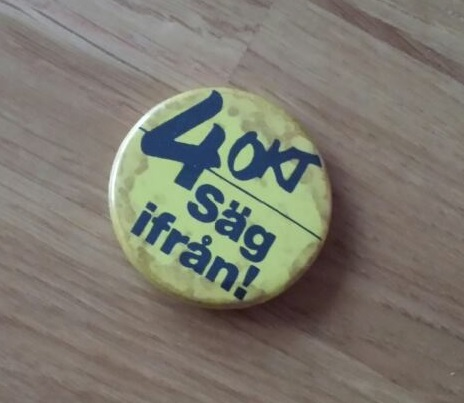
Knappmärke med 4 oktoberrörelsens budskap: Säg ifrån!

4 oktober-demonstrationerna var en serie av årliga demonstrationer mot löntagarfonder i Sverige. Den första demonstrationen ägde rum 4 oktober 1983, då tiotusentals människor ("uppemot 100 000" enligt arrangörerna, 75 000 enligt polisen och 27 760 enligt socialdemokraterna) demonstrerade i Humlegården i centrala Stockholm mot planerna på att införa löntagarfonder i Sverige.
Demonstrationståget ägde rum på dagen för riksdagens öppnande hösten 1983 och gick från Humlegården till Kanslihuset i Gamla stan i Stockholm. Där lämnades en skrivelse med uppmaningen ”För Sveriges bästa. Nej till löntagarfonder!” över till partiledarna. 4 oktober-manifestationen tillkom på initiativ av Gunnar Randholm, ordförande i Handelskammaren i Jönköping, och andra småländska företagare, med stöd av andra näringslivsorganisationer som Svenska Arbetsgivareföreningen (SAF). Manifestationen blev kulmen i ett mångårigt motstånd mot LOs och det socialdemokratiska partiets planer att öka fackförbundens inflytande över det privata näringslivet i Sverige genom andel i ägandet.

## Bakgrund till demonstrationen
Löntagarfonder var en idé som lanserats av LO i början av 1970-talet och som innebar att ägandet i näringslivet skulle överföras till de fackliga organisationerna i syfte att reducera kapitalägarnas makt. Ett förslag utarbetat av LO-ekonomen Rudolf Meidner och antogs av LO-kongressen 1976 som innebar att 20 procent av ett företags vinst varje år skulle omvandlas till aktier och tillfalla en fackligt styrd fond. Rudolf Meidner ville undanta företag med färre än 50−100 anställda, men denna inskränkning avvisades av LO-kongressen, vilket upprörde småföretagare runt om i landet och fick dem att ansluta sig till protesten.
Rädsla för fonderna bidrog, vid sidan av höga skatter, till att många familjeägda och entreprenörsdrivnaföretag valde att lämna landet. De mest namnkunniga var Ingvar Kamprad (Ikea), familjen Rausing (Tetra Pak) och familjen Persson (H&M). De senare flyttade åter hem ägandet till Sverige på 1990-talet först efter det att Ingvar Carlsson, dåvarande ledare för SAP, hade garanterat att det aldrig mer skulle införas löntagarfonder.[källa behövs]

## Utlösande av demonstrationen
Från SAF:s sida möttes förslaget med betydande skepsis och bland yngre funktionärer med direkta motangrepp. Detta resulterade dock först år 1978 i ett mer organiserat motstånd genom publicerandet av pamfletten "Fritt näringsliv eller fondsocialism" författad av SAF-tjänstemannen Danne Nordling. Sedan löntagarfonderna mött fortsatt kraftig kritik och socialdemokraterna försökt undvika fondfrågan i 1982 års valrörelse trodde många att socialdemokraterna efter att ha återvunnit regeringsmakten skulle avstå från att införa löntagarfonder. När regeringen den 30 juni 1983 presenterade en departementspromemoria med ett färdigt förslag blev reaktionen därför mycket häftig. I början av juli skrev småländska företagare under ledning av Gunnar Randholm, VD och ägare till Eldon AB i Nässjö, brev till näringslivets organisationer och föreslog att landets företagare genom en manifestation visa sitt motstånd mot kollektiva löntagarfonder. 
Den största demonstrationen mot löntagarfonderna blev den stora manifestationen den 4 oktober 1983. En stor andel av demonstranterna var inresta till Stockholm från hela landet i en gigantisk transportapparat som arrangerats av näringslivets organisationer. De hade kommit till Stockholm i 60 extra järnvägsvagnar, 200 bussar, ett antal charterplan och ett stort antal privatbilar. Manifestationen lyckades dock inte stoppa införandet av löntagarfonderna även om det ursprungliga förslaget urvattnades något. Propositionen om löntagarfonder antogs av Sveriges riksdag den 21 december 1983 och infördes av Regeringen Palme II 1984, men avskaffades av Regeringen Bildt efter den borgerliga valsegern 1991.